# فصلنامه ادبی خوانش
مجله خوانش، فصلنامه‌ای ادبی است که از بهمن سال ۱۳۸۴ به مدیر مسئولی و سردبیری بهناز صالحی و با هدف فراهم آوردن فضایی برای عرضهٔ دیدگاه‌ها، نظریه‌ها و تئوری‌های نو در حوزهٔ ادبیات (داستان، شعر، نقد ادبی، فلسفه و جامعه‌شناسی ادبیات) شروع به فعالیت کرده‌است.
در یک دهه گذشته خط مشی و هدف بنیادین فصلنامه بر حمایت از تفکر و انتشار مطالب ادبی با رویکرد انتقادی و معرفی ادبیات مدرن ایران بوده‌است.
تا کنون ۱۹ شماره از این مجله به صورت فصلنامه به چاپ رسیده‌است. همچنین آخرین شماره این مجله علاوه بر نسخه چاپی، به صورت الکترونیک نیز در سایت فیدیبو منتشر شده‌است.

## هیئت تحریریه
بهناز صالحی، رضا زنگی آبادی و مهدی بهرامی هیئت تحریریه مجله خوانش را تشکیل می‌دهند.